# Supersilent
Supersilent is een Noorse avant-gardeband, die hoofdzakelijk vanuit improvisaties werkt. De muziek van Supersilent kan als elektroakoestisch worden beschouwd.
De band is in 1997 opgericht na een gezamenlijk optreden van elektronisch muzikant Helge Sten en het freejazz trio Veslefrekk, bestaande uit trompettist Arve Henriksen, toetsenist Ståle Storløkken en drummer Jarle Vespestad. Naar aanleiding van deze samenwerking brachten ze hun eerste album getiteld 1-3 uit, een ruwe, drie uur durende compilatie van improvisatiesessies. Dit was tevens de eerste uitgave van het platenlabel Rune Grammofon, waar ze voor de rest van hun loopbaan aan verbonden bleven.
Met hun vierde album 6 kreeg de band ook internationaal voet aan de grond en het album werd onder meer door Pitchfork Media en de New York Times lovend ontvangen. De daar op volgende uitgave 7 is een DVD-registratie van een concert uit 2004, dat is opgenomen in samenwerking met Kim Hiorthøy.
Begin 2009 werd bekendgemaakt dat drummer Jarle Vespestad de band had verlaten. De overgebleven drie bandleden zijn doorgegaan met het opnemen van nieuw materiaal en in het najaar van 2009 wordt hun nieuwe album 9 verwacht.

## Discografie
- 1-3 - (1997)
- 4 - (1998)
- 5 - (2001)
- 6 - (2003)
- 7 - (2005) (DVD)
- 8 - (2007)
- 9 - (2009)